# Behandlingshem
Ett behandlingshem är en antingen öppen eller sluten institution för behandling av personer med olika sjukdomar eller beteenden som är skadliga för antingen personerna själva, deras omgivning eller samhället. Ofta handlar det också om att behandla missbrukare som lider av  alkoholism, narkomani, eller läkemedelsberoende. Behandlingshem kallas också för HVB vilket står för Hem för Vård och Boende och är en form av hem där personen kan få hjälp och vård under en längre period. För unga personer finns det även så kallade Paragraf 12-hem där yngre människor som har en destruktiv hemmiljö, begått ett brott eller har ett missbruk kan vistas. Det som i huvudsak skiljer ett slutet behandlingshem från ett fängelse är att det erbjuds mer hjälp och stöd på ett behandlingshem som kan gynna klientens framtid, och oftast är man placerad där frivilligt om man inte är dömd för något brott (se LVU). Socialtjänsten kan också behöva omhänderta missbrukande personer enligt LVM, lagen om vård av missbrukare, om de är i farozonen för att fara riktigt illa. Personen får då tvångsvård på ett behandlingshem.
Det finns många behandlingshem i Sverige, de flesta är privatägda. På ett behandlingshem finns personal till hands för att stödja personerna i behov av hjälp att få en strukturerad och fungerande vardag. Ofta blandas den vardagliga verksamheten med enskild terapi, gruppterapi och andra behandlingsformer. Verksamheten anpassas utifrån individens behov och förutsättningar så att vistelsen kan upplevas som meningsfull.